# Melle (Bélgica)
Melle é um município belga da província de Flandres Oriental. O município é constituído pelas vilas de Gontrode e Melle propriamente dita. Em 1 de Janeiro de 2011, o município tinha uma população de 10.873 habitantes, uma superfície total de . 15,21 km² e uma correspondente densidade populacional de 715 habitantes por km².
O nome Melle já vem referido em documentos desde o ano 830, se bem que achados arqueológicos provem que a região tem presença humana de tempo anterior.
O nome Melle tem dois significados possíveis: A palavra de origem celta Melina significa "Água Castanha" e por outro lado o nome pré-histórico Melinos significa Mel amarelo'.
Um do seus produtos mais famosos é a Delirium Tremens uma cerveja engarrafada pela cervejaria Huyghe.
esta cerveja é exportada para todo o mundo e foi eleita como a "Melhor Cerveja do Mundo " por Michael Jackson.

## Mapa

Mapa de Melle e vilas fronteiriças.

## Deelgemeenten
O município é constituído por duas deeelgemeenten: Melle e Gontrode.

### Tabela
| #  | Nome     | Superfície | População |
| -- | -------- | ---------- | --------- |
| I  | Melle    | 12,37      |           |
| II | Gontrode | 2,84       |           |

## Vilas fronteiriças
Melle confina com as vilas de:
- a. Heusden (Destelbergen)
- b. Wetteren
- c. Gijzenzele (Oosterzele)
- d. Landskouter (Oosterzele)
- e. Lemberge (Merelbeke)
- f. Merelbeke
- g. Gentbrugge (Ghent)

## Evolução demográfica
- Fonte:NIS